# Patrick Ngugi Njoroge
Patrick Ngugi Njoroge (Kenya, 1961) és un economista, governador del Banc Central de Kenya.

## Educació
Njoroge va estudiar a l'Institut Mangu del 1973 fins al 1976. Va anar a la Universitat de Strathmore del 1977 al 1978. Va ingressar a la Universitat de Nairobi el 1979, on es llicencià en Ciències Econòmiques el 1983 i va fer un màster en Economia el 1985. Del 1987 al 1993 va estudiar a la Universitat Yale, on va fer un doctorat en filosofia de l'economia.

## Trajectòria
Després del màster, va treballar a Nairobi com a agent de planificació al Ministeri de Planificació de Kenya des de l'octubre de 1985 fins a l'agost de 1987. Després dels seus estudis de doctorat, va treballar com a economista al Ministeri de Finances de Kenya del març de 1993 al desembre de 1994.
De l'abril de 1995 a l'octubre de 2005 va treballar al Fons Monetari Internacional (FMI) a la seu de Washington DC, primer com a economista i després com a economista sènior. Des de novembre de 2005 fins a desembre de 2006, va ser cap de la missió del FMI per a Dominica. Llavors va passar a ser el cap adjunt de divises del Departament de Finances, a l'FMI, des de desembre de 2006 fins a desembre de 2012, amb seu a Washington DC. Des de desembre de 2012 fins a juny de 2015, va ser assessor del subdirector general del FMI.
D'April 1995 fins que octubre 2005, va treballar al Fons Monetari Internacional (IMF) dins Washington, D. C., primer com un economista i més tard com a economista sènior. De novembre 2005 fins que desembre 2006, va servir com el cap de missió de l'IMF per Dominica. Ell llavors servit com el cap de divisió de l'ajudant, Departament de Finança, a l'IMF, de desembre 2006 fins que desembre 2012, va basar dins Washington, D. C. De desembre 2012 fins que juny 2015, va servir tan advisor a l'ajudant director gestor de l'IMF.
Va ser nomenat governador del Banc Central de Kenya per Uhuru Kenyatta, el president de Kenya, el 2 de juny de 2015. Després de rebre l'aval de la comissió parlamentària de Finances, Comerç i Planificació el 17 de juny de 2015, va ser nomenat pel parlament de Kenya el 18 de juny de 2015. Va assumir la direcció de l'oficina el 19 de juny de 2015.
El 13 d'octubre de 2015 el Banc Central de Kenya sota el seu lideratge va suspendre el Banc Imperial.